# Рижский, Моисей Иосифович
Моисей (Михаил) Иосифович Рижский (30 октября 1911, местечко Воронеж, Глуховский уезд, Черниговская губерния — 19 августа 2000, Новосибирск) — советский историк и переводчик-антиковед, исследователь Ветхого Завета, профессор Новосибирского государственного университета. Участник Великой Отечественной войны.

## Биография
Родился 30 октября 1911 года в местечке Воронеж Черниговской губернии. Учился в хедере, еврейской школе, затем в советской школе-десятилетке. Работал в Донбассе и на Невском машиностроительном заводе им. Ленина в Ленинграде, получив необходимый для поступления в вуз рабочий стаж.
По причине ликвидации исторических факультетов в столичных вузах во время гонений на историков, поступил в Ленинградский физико-механический институт (отраслевой вуз Ленинградского политехнического института), где и учится до 1933 года.
В 1933—1935 годах служил в конно-артиллерийском дивизионе на границе с Маньчжурией в Хабаровском крае.
В 1935 году был принят на второй курс вновь открывшегося истфака Московского государственного университета. В 1941 году с отличием окончил университет, сдал вступительные экзамены в аспирантуру.
В 1941—1945 гг. на фронте, командир роты отдельного инженерно-строительного батальона.
В 1946 г. преподает в Московском университете и Московском педагогическом институте.
В 1950 году защитил диссертацию, тема — трактаты древнеримских агрономов. С этого времени латынь становится одним из основных научных интересов. М. И. Рижский занимается переводами древних текстов. В частности, широко известны его переводы философских трактатов Цицерона (вышли в 1985 г.).
В 1952 г. М. И. Рижский увлекается археологией. Десять лет он проводит в экспедициях вместе с А. П. Окладниковым — известнейшим специалистом в области археологии Сибири и Средней Азии. Итогом этой работы явились серия научных и научно-популярных книг: «Древности Забайкалья» (Чита, 1962), «Из глубины веков. Очерки о древностях Забайкалья» (Иркутск, 1965), «Археология Забайкалья» (Чита, 1973) и ряд очерков по археологии Забайкалья в многотомной «Истории Сибири».
Однако главной сферой его научных интересов остается Библия. Работая в Читинском педагогическом институте М. И. Рижский публикует свою первую книгу на библейскую тему — «Что такое Библия?» (Чита, 1960), а также, «Беседы о религии» (Чита, 1960).
В 1962 году А. П. Окладников приглашает М. И. Рижского на только что открывшийся гуманитарный факультет Новосибирского государственного университета в Академгородке. С этого года Рижский — бессменный преподаватель латыни и истории Древнего мира в Новосибирском университете, куратор первокурсников гуманитарного факультета. Он также ведёт спецкурсы и спецсеминары по истории религии и библеистике, руководит дипломниками и аспирантами по проблемам библеистики, истории христианства, истории мировых религий.

Помимо преподавания и исследовательской работы, Рижский стал зачинателем студенческих традиций на факультете, в частности, исполнения студенческого гимна Gaudeamus и вручения грамот на латинском языке на церемонии посвящения первокурсников.

## Научная деятельность
М. И. Рижский — выдающийся исследователь и реконструктор библейского текста. Издание его монографий по причине идеологической цензуры происходило с многолетними перерывами. Важнейшая из них — «Книга Иова», включающая восстановленный, заново переведенный М. И. Рижским текст библейской Книги Иова со скрупулезным научным комментарием. За эту работу[уточнить] ему было присвоено звание профессора Новосибирского университета honoris causa (Рижский до конца жизни оставался кандидатом наук).
Цикл научно-популярных статей по библеистике был опубликован им в нескольких номерах журнала «Наука и религия» (1985). Созданы им также научно-популярные монографии: «Библейские пророки и библейские пророчества» (М., 1987, премия на конкурсе научно-популярных работ Всесоюзного общества «Знание»), «Библейские вольнодумцы» (М., 1992).
Последняя работа М. И. Рижского — «Книга Экклезиаста. В поисках смысла жизни». Рижский опроверг представление об Экклезиасте, как о проповеднике пессимизма и отчаяния. Отправной точкой в этой версии стали слова: «И познал я, что нет иного счастья для человека как радоваться жизни и делать добро в жизни своей».
В конце жизни он работал над переводом Книги пророка Даниила. Им также создан научный труд по судьбам Библии в России — «История переводов Библии в России» (Новосибирск, 1978).

## Краткая библиография
- Рижский М. И. Что такое Библия? — Чита, 1960.
- Рижский М. И. Беседы о религии. — Чита, 1960.
- Рижский М. И. Древности Забайкалья. — Чита, 1962.
- Рижский М. И. Из глубины веков: Рассказы археолога о древнем Забайкалье. — Иркутск, 1965.
- Рижский М. И. История переводов Библии в России / Отв. ред. канд. филос. наук А. Т. Москаленко; Институт истории, филологии и философии СО АН СССР. Новосибирский государственный университет. — Новосибирск: Наука. Сибирское отд-ние, 1978. — 208 с. — 10 000 экз. (в пер.)
- Рижский М. И. Библейские пророки и библейские пророчества. — М.: Политиздат, 1987. — 368 с. — 200 000 экз. (в пер.)
- Рижский М. И. Книга Иова: Из истории библейского текста. — Новосибирск: Наука. Сибирское отд-ние, 1991. — 248 с. — 26 000 экз. — ISBN 5-02-029612-0. (в пер.)
- Рижский М. И. Библейские вольнодумцы: Иов. Екклезиаст. — М.: Республика, 1992. — 236 с. — 50 000 экз. — ISBN 5-250-01674-X. Архивировано 21 апреля 2013 года. (обл.)
- Рижский М. И. Книга Экклезиаста: В поисках смысла жизни. — Новосибирск: Наука. Сибирское отд-ние, 1995. — 224 с. — ISBN 5-02-031158-8.
- Марк Юниан Юстин. Эпитома сочинения Помпея Трога «Historiae Philippicae» = Epitoma Historiarum Philippicarum Pompei Trogi / Пер. А. А. Деконского и М. И. Рижского; Под ред. М. Е. Грабарь-Пассек. — СПб.: Изд-во СПбГУ, 2005. — 496 с. — ISBN 5-288-03708-6. (в пер.)
- Рижский М. И. Русская библия: История переводов библии в России. — Изд. 2-е. — СПб.: Авалон, Азбука-классика, 2007. — 256 с. — (Русская словесность). — 5000 экз. — ISBN 978-5-94860-046-8; ISBN 978-5-352-02057-9. (обл.)